# سيف الدين أسندمر اليحياوي
سَيْفِ الدِّينِ أَسَنْدَمُرَ الْيَحْيَاوِيِّ: أمير مملوكي ونائب السلطنة على دمشق عينه الْمَلِكُ النَّاصِرُ حَسَن في شعبان سنة 760 هـ 1359 م.

## حياته
أَسَنْدَمُرَ الْيَحْيَاوِيِّ هو أخوه يَلْبُغَا الْيَحْيَاوِيِّ، الَّذِي كَانَ نَائِبَ الشَّامِ، وَبِنْتُهُ زَوْجَةُ السُّلْطَانِ الْمَلِكُ النَّاصِرُ.
عُين نائباً على الشام خلفاً للأمير عَلَاءُ الدِّينِ أَمِيرُ عَلِيٌّ الْمَارِدَانِيُّ في شعبان سنة 760 هـ 1359 م واستمر في منصبه قرابة العام إلى أن انتهت نيابته في الخامس والعشرين من رجب 761 هـ 1360 م حيث قُبض عليه بأمر من السلطان وأُرسل إلى طرابلس.
خلفه بالنيابة على دمشق الْأَمِيرُ سَيْفُ الدِّينِ بَيْدَمُر الذي كان نائب حلب.